# Гаврилів Катерина Григорівна
Катерина Олексіївна Гаврилів (до шлюбу Данилів; псевдо.: «Зелена»; 11 серпня 1920, с. Труханів, нині Стрийського району Львівської області, Україна — 13 вересня 2022, м. Болехів Івано-Франківської області, Україна) — членкиня Організації українських націоналістів, зв'язкова і медсестра Української повстанської армії, повітова провідниця Українського Червоного Хреста. Громадська діячка, довгожителька.

## Життєпис
Народилася у селі Труханів Сколівського повіту Станіславівського воєводства у робітничій багатодітній (п'ятеро доньок) родині Олекси та Ольги Данилів. Закінчила місцеву школу.
У 1939 році вступила до Варшавського гуртка ОУН (на той час знаходилась у Варшаві з сестрою). У червні 1941 року переїхала до Львова. Крайовий провід ОУН знаходився на вулиці Руській, 20. Працювала машиністкою окружного провідника ОУН у Стрию і зв'язковою Стрийського окружного проводу ОУН. Виготовляла листівки, вела архів проводу, переносила естафети.
З 1943 Катерина Данилів — у підпіллі Української народної самооборони, а згодом — УПА.
У січні 1944 року закінчила медичні курси, організовані Ярославою Дибою. Очолювала мережу Українського Червоного Хреста у Сколівському повіті. У січні 1945 року пройшла додаткові хірургічні курси. Була медсестрою у сотні УПА «Вікторія». Планувала одружилася із районним провідником Жидачівщини Іваном Федівим («Іскра», «Роман»), але наречений загинув у день весілля 11 березня 1945 року.
З 1947 року, після переїзду до Сколівського району, переслідувалася НКВС. Щоб уникнути арешту, часто змінювала місце проживання. Певний час переховувалася у Гошівському монастирі. Тричі вдалося уникнути арешту.
14 травня 1950 року пошлюбила сільського учителя Михайла Гавриліва. Народила трьох дітей: Любомира, Зеновія та Уляну. Через тиск зі сторони сільської комуністичної партійної організації сім'я переїхала у місто Болехів на Івано-Франківщині. Тут понад 20 років працювала полірувальницею на місцевому лісокомбінаті.
З проголошенням незалежності України брала активну участь у громадському житті Болехівщини, Долинщини та Стрийщини, національно-патріотичному вихованні молоді, урочистих заходах з вшанування героїв УПА.
11 серпня 2022 року відсвяткувала свій 102-й день народження. Мала п'ятеро онуків, 13 правнуків і двоє праправнуків.
Померла 13 вересня 2022 року.

## Праці про життя Катерини Гаврилів
Про Катерину Гаврилів йдеться у Літописі УПА, Том 32, Стор. 175.
Спогади Катерини Гаврилів опубліковані у книзі Любові Загоровської «#МояУПА».